# Sayreville
Sayreville è un comune (borough) degli Stati Uniti d'America nella contea di Middlesex, nello Stato del New Jersey.

## Storia
La località è stata ricavata da una parte del territorio del comune di South Amboy, inizialmente come township nel 1876. A seguito di un referendum, nel 1919 divenne borough.

## Società

### Evoluzione demografica
Al censimento del 2000 contava 40.377 abitanti, a quello del 2010 42.704.